# Белоомут
Белоо́мут — посёлок городского типа в муниципальном округе Луховицы Московской области России.

## Физико-географическая характеристика

### Географическое положение
Расположен в Мещёре, в 160 км к юго-востоку от Москвы, в 20 км к востоку от Луховиц и в 7 км к северо-востоку от железнодорожной станции Фруктовая (на линии Москва — Рязань Московской железной дороги). Связь с противоположным берегом осуществляется с помощью паромной переправы. Во время разлива связь с посёлком затруднена. Также Белоомут связан автодорогой с трассой Р105 (шоссе Москва-Егорьевск-Касимов).

### Климат
Белоомут расположен в зоне умеренно континентального климата, для которого характерно тёплое лето и умеренно холодная зима.

## Часовой пояс
Белоомут находится в часовом поясе, обозначаемом по международному стандарту как Moscow Time Zone (MSK). Смещение относительно UTC составляет +3:00.

## Население
| 1959  | 1970  | 1979  | 1989  | 2002  | 2006  | 2009  | 2010  |
| ----- | ----- | ----- | ----- | ----- | ----- | ----- | ----- |
| 9712  | ↘9082 | ↘8731 | ↘8305 | ↘7029 | ↗7150 | ↘6482 | ↗6558 |
| 2012  | 2013  | 2014  | 2015  | 2016  | 2017  | 2018  | 2019  |
| ↘6544 | ↘6525 | ↘6366 | ↘6266 | ↘6158 | ↘6070 | ↘6003 | ↗6030 |
| 2020  | 2021  | 2023  | 2024  |       |       |       |       |
| ↗6032 | ↘5931 | ↗5965 | ↗5968 |       |       |       |       |

## Символика

### Герб Белоомута
Геральдическое описание герба Белоомута гласит:«В серебряном поле две чёрные, с пурпурными плавниками, стерляди накрест, продетые сквозь золотую корону с тремя большими и двумя малыми видимыми листовидными зубцами».

### Флаг Белоомута
Флаг Белоомута был утверждён решением совета депутатов городского поселения Белоомут 1 апреля 2008 года. Флаг представляет собой прямоугольное белое полотнище с отношением ширины к длине 2:3, с изображением посередине двух стерлядей, продетых сквозь корону, выполненное чёрным, малиновым и жёлтым цветами.

## История

### Ранняя история
Поселение известно как минимум с 1620 года, когда в «Писцовых книгах» Григорий Бутников и подьячий Никита Леонтьев отметили:
«Переславского уезду Рязанского в Государ. Двори. Ловецком с Белоомуте, что у реки Оки на Мещерской стороне, рыбаковских и крестьянских дворов 95, людей 195 человек да 16 дворов вдовьих, да 34 двора бобыльских, людей в них 50 человек, всего 145 дворов, людей в них 248 человек да 22 двора крестьян и бобыльских пустырей: да на церковном лугу, против Перевицкого Городища, сена ставится 70 копен волоковых.»

### Белоомут в XVIII—XIX веках
Во второй половине XVII века село Белоомут разделилось на две части — Борковскую и Комаревскую, позже получивших названия Нижний и Верхний Белоомут.
В XVIII—XIX веках Верхний и Нижний Белоомут административно входили до 1796 года в состав Егорьевского уезда Рязанского наместничества, а затем Зарайского уезда Рязанской губернии. В 1796 году император Павел I упразднил Егорьевский уезд. Егорьевск был превращён в небольшой заштатный безуездный город. Территория Егорьевского уезда была передана Зарайскому уезду.
В 1802 году император Александр I восстановил Егорьевск в правах уездного центра.
При воссоздании Егорьевского уезда, часть его бывших селений — Дединово, Ловцы, Верхний и Нижний Белоомут остались в Зарайском уезде.
До середины XVIII века население Белоомута причислялось к дворцовым крестьянам. В 1762 году село пожаловано Екатериной II офицеру Преображенского полка Михаилу Баскакову за участие в дворцовом перевороте, возвёдшем её на престол.
С 1834 года Верхним Белоомутом владел известный поэт и революционер Николай Огарёв, который в 1846 году, за пятнадцать лет до отмены крепостного права в России, даровал вольную своим крестьянам.
О том, как происходило освобождение крестьян Огарёвым, писал на основании воспоминаний стариков, жителей села, уроженец села, поэт и краевед Василий Влазнев:
В 1839 году Огарёв, приехав в Белоомут, приказал бурмистру П. И. Ракитину собрать крестьян на сходку. Сходка была поголовная, причём собралось много женщин (всего в Верхнем Белоомуте было 1820 душ).
Явившись на сходку, Николай Платонович после обычного здравствования с крестьянами и поклона сказал: «Добрые люди! Я собрал вас сегодня для очень важного дела, касающегося и меня и вас. До вас, православные, оно касается тем, что предоставляет вам более блага в трудовой вашей жизни, а для меня — тем, что я обязан исполнить христианский долг. Я положил за непременную обязанность отпустить вас на волю, в свободные хлебопашцы. За это потребую от вас я суммы необременительной, а вам отдам всю землю с лесом и всеми лугами». Только что Николай Платонович сказал это, как все крестьяне (около 700 человек) упали на колени, многие заплакали и начали креститься, а, оправившись от волнения, крестьяне закричали: «Не желаем, батюшка-барин, никакой мы воли, освобожденья! Нам всего лучше жить за тобой. Не кидай нас! Без тебя мы пропадём, всякий нас обидит… при тебе, барин, и при твоём покойном батюшке никакой неволи не было… не знали неволи и отцы, и деды наши при прежних господах». Николай Платонович сказал: «Положим, теперь вы живёте без особого стеснения с моей стороны, но я умру, тогда вы попадёте к другому владельцу, который может завести у вас другие, нежелательные порядки. Это всем покажется обидным, и вы будете клясть меня и моих наследников». При слове «я умру» крестьяне заплакали и прервали речь Николая Платоновича возгласами: «Подай, Господи, вам, барин, многих лет».

### Советский период
В 1929 году территория Зарайского уезда была передана в состав новообразованной Московской области. Тогда же был образован самостоятельный Белоомутский район Московской области, но в 1931 году территория Белоомутского района была включена в состав Луховицкого района.
В июле 1939 года вышло Постановление Мособлисполкома о слиянии населённых пунктов Верхний и Нижний Белоомут; преобразовании с. Белоомут в рабочий посёлок; упразднении сельсоветов Верхний Белоомут и Нижний Белоомут. В августе из сёл Нижний и Верхний Белоомут был образован рабочий посёлок Белоомут.

### Современный Белоомут
В 2004—2017 годах Белоомут был административным центром одноимённого городского поселения Белоомут Луховицкого муниципального района. С 2017 года входит в городской округ Луховицы.
В 2025 году рабочий посёлок преобразован в посёлок городского типа.

## Общество

### Экономика
На территории Белоомута зарегистрировано несколько предприятий различных форм собственности:
- ОАО «Белоомутская швейная фабрика»
- На базе кожгалантерейной фабрики: ООО «Сандлер», ООО «БелТекстиль», АО НПСФ «Штурм-снаряжение и экипировка»
- деревообрабатывающая фабрика
- ООО «Парсек»
- ЗАО «Химтех»
- Белоомутское лесничество Луховицкого лесхоза
- лесопилки
- ООО «ЖКХ Белоомут»[26]

Рядом с Белоомутом построен Белоомутский гидроузел на Оке.

### Социальная инфраструктура
- Белоомутская городская больница
- МУК Центр культуры «Заречье»:
  - Белоомутская поселковая библиотека
  - Белоомутская детская библиотека
  - Белоомутский дом культуры и досуга[27]
- Белоомутское отделение Сбербанка
- Белоомутское отделение ФГУП «Почта России»
- Белоомутский участок Луховицкого РОВД

### Образование
- Белоомутская средняя общеобразовательная школа № 1
- Белоомутская основная общеобразовательная школа № 2
- Белоомутская специальная коррекционная школа VIII вида
- Белоомутская музыкальная школа
- Профессиональное училище № 23(закрыто)

### Культура
В Белоомуте ежегодно летом проводится межрегиональный гастрономический фестиваль «Царская уха».

### Общественные объединения
- Совет ветеранов городского поселения Белоомут
- Белоомутский филиал общественной организации «Боевое братство»
- Белоомутское отделение общественной организации «Офицеры России»
- Футбольный клуб «Ока»[28]

## Религия
Подавляющее большинство верующих жителей Белоомута исповедуют православное христианство. В Белоомуте зарегистрированы три приходские общины (местные религиозные организации), относящиеся к Луховицкому благочинническому округу Московской епархии Русской Православной Церкви: приход церкви Преображения Господня, приход церкви Трёх Святителей, приход церкви Успения Пресвятой Богородицы. На территории военного городка существует православная община (на правах религиозной группы) при гарнизонной церкви архангела Михаила.

## Достопримечательности
- Многочисленные купеческие лавки XIX века (Советская площадь).
- Церковь Преображения Господня — 1802, действующая.
- Церковь Трёх Святителей — 1827, действующая.
- Церковь Успения Пресвятой Богородицы — 1840, действующая[30].
- Церковь свв. апостолов Петра и Павла, разрушена в годы советской власти. Сейчас восстанавливается как домовая церковь в здании бывшей церковной богадельни (Советская площадь).

## Люди, связанные с Белоомутом
- Влазнев, Василий Кузмич (1839—1905) — журналист, археолог, поэт, краевед
- Воронков, Алексей Иванович (1890—1934) — полный кавалер знака ордена Святого Георгия
- Воронков, Михаил Иванович (1893—1973) — общественный деятель, создатель Рязанского постоянного театра
- Голосеев Алексей Алексеевич (1915—1980) — полный кавалер ордена Славы
- Горяйнов Николай Иосифович (1924—1976) — Герой Советского Союза, заслуженный лётчик-испытатель СССР
- Егоров Михаил Иванович (1916—1940) — Герой Советского Союза
- Келин Пётр Иванович (1874—1946) — живописец
- Любомудров, Иван Васильевич (18??—1867) — писатель, педагог, краевед
- Любомудров, Николай Васильевич (1830—1897) — православный священник, педагог, краевед
- Надеждин, Николай Иванович (1804—1856) — учёный, этнограф
- Перегудов Александр Владимирович (1894—1989) — писатель, автор романов «Солнечный клад», «Суровая песня»
- Смирнова, Клавдия Ивановна (1909—1976) — Заслуженный учитель школы РСФСР
- Хомутов Михаил Григорьевич (1795—1864) — генерал от кавалерии, Георгиевский кавалер
- Уваров, Николай Михайлович (1896—1938) — советский военачальник, комдив.

## Улицы
- Аптекарский переулок
- Большая Огаревская улица
- Улица Большая Площадь
- Вольная улица
- Улица Гагарина
- Улица Герцена
- Улица Егорова
- Заводская 2-я улица
- Зелёная улица
- Улица Кирова
- Комсомольская улица
- Ленинская улица
- Лесная улица
- Малая Огаревская улица
- Микрорайон Новый
- Улица Мира
- Новая улица
- Огородная улица
- Октябрьская улица
- Первомайская улица
- Улица Пески
- Пионерская улица
- Улица Плотина
- Улица Победы
- Пролетарская улица
- Речной переулок
- Рыбацкая улица
- Улица Смирновой
- Советская улица
- Улица Советская площадь
- Совхозный переулок
- Улица Таганка
- Театральная улица
- Телеграфная улица
- Улица Труда
- Улица Урицкого
- Фабричный переулок
- Центральная улица
- Улица 50 лет Октября
- Улица 60 лет Октября